# 17220 Johnpenna
17220 Johnpenna è un asteroide della fascia principale. Scoperto nel 2000, presenta un'orbita caratterizzata da un semiasse maggiore pari a 2,2771823 UA e da un'eccentricità di 0,1450213, inclinata di 2,69102° rispetto all'eclittica.